# Jochen Schümann
Jochen Schümann (Berlino Est, 8 giugno 1954) è un ex velista tedesco.
Vanta sei partecipazioni ai Giochi olimpici e quattro medaglie conquistate nella vela.

## Partecipazioni olimpiche
1. Giochi della XXI Olimpiade - 1976 Montreal - Classe Finn
2. Giochi della XXII Olimpiade - 1980 Mosca
3. Giochi della XXIV Olimpiade - 1988 Seul
4. Giochi della XXV Olimpiade - 1992 Barcellona - Classe Soling
5. Giochi della XXVI Olimpiade - 1996 Atlanta - Classe Soling
6. Giochi della XXVII Olimpiade - 2000 Sydney - Classe Soling

## America's Cup
Schümann ha partecipato anche alla America's Cup: nel 2003 e nel 2007 ha vinto la manifestazione con Swiss Team Alinghi ricoprendo il ruolo di direttore sportivo.
Dal 2009 è impegnato nel progetto ALL4ONE Challenge in previsione della prossima America's Cup, ma attualmente in gara nella Louis Vuitton Trophy.

## Awards
Nel 1996 ha vinto il World Sailor of the Year Award, un riconoscimento assegnato dalla International Sailing Federation.

## Palmarès
- Oro a Montreal 1976 (classe finn)
- Oro a Seoul 1988 (classe soling)
- Oro a Atlanta 1996 (classe soling)
- Argento a Sydney 2000 (classe soling)